# Duch! (stolní hra)
Duch! (v originále Geistesblitz, což znamená "záblesk génia" nebo také "záblesk ducha") je německá stolní hra vydaná u nás v roce 2011. Obsahuje 5 dřevěných předmětů: myš, ducha, lahev, křeslo a knihu, přičemž každý z nich má unikátní barvu, a sadu karet. Český název hry je výsledkem hlasování na sociální síti Facebook.

## Pravidla
Hra je postavena na velmi jednoduchém principu: Otočí se karta a hráči musí uchopit předmět, který je na kartě věrně zachycen, nebo, pokud takový neexistuje, uchopí ten, který není na kartě zobrazen ani tvarem, ani barvou. Hráč, který předstihne své soupeře a uchopí správný předmět, si kartu nechá. Pokud udělá chybu a uchopí jiný předmět, jako penalizaci přijde o jednu ze svých uhodlých karet.
Existuje i složitější varianta, podle které pokud ja na kartě přítomna kniha, nemají hráči předmět uchopit, ale vykřiknout jeho název (uchopení je v tomto případě považováno za chybu).

## Cíl hry
Cílem hry je mít po vyčerpání hromádky hádaných karet co nejvíce uhodnutých karet.